# Watu Wote
Watu Wote é um filme de drama em curta-metragem germano-queniano de 2017 dirigido e escrito por Katja Benrath, Julia Drache e Brian Munene. A obra foi indicada ao Oscar de melhor curta-metragem em live action na edição de 2018.

## Elenco
- Barkhad Abdirahman
- Faysal Ahmed
- Mahad Ahmed
- Abdiwali Farrah